# Beeline (Softwareunternehmen)
Beeline   ist ein US-amerikanisches, international tätiges Unternehmen von Cloud-basierter Computersoftware zur Beschaffung und Verwaltung externer Arbeitskräfte und Dienstleistungen. Das Unternehmen mit Hauptsitz in Jacksonville, Florida gehört zu den weltweit größten Anbietern von Vendor Management Systemen (VMS). 2018 wurde Beeline von New Mountain Capital LLC gekauft.

## Geschichte
Beeline wurde 1999 als Teil der MPS Group, Inc. (heute Adecco Group) in Jacksonville, Florida gegründet. 2016 wurde Beeline von der Private-Equity-Firma GTCR, Besitzer von IQNavigator, gekauft, um beide Unternehmen zu fusionieren und unter dem Markennamen von Beeline weiterzuführen.
2018 wurde Beeline von New Mountain Capital LLC, einer New York basierten Private-Equity-Firma, gekauft.
Neben dem Hauptsitz in Jacksonville, Florida, hat Beeline Standorte in Denver, London, Sydney und Manila.

## Produkt
Beeline bietet in einer Cloud-basierten Plattform verschiedene Lösungen für die Beschaffung und Verwaltung von externen Personal- und Dienstleistungen. Die angebotenen Lösungen bieten Funktionalitäten für das Erstellen von Suchaufträgen, Abgleichen von Lieferanten und Kandidaten, Onboarding, Bezahlung, Offboarding und Analyse. Die Plattform bietet zudem auch Funktionalitäten für die Verwaltung von Dienst- und Werkverträgen.